# 진 카슨

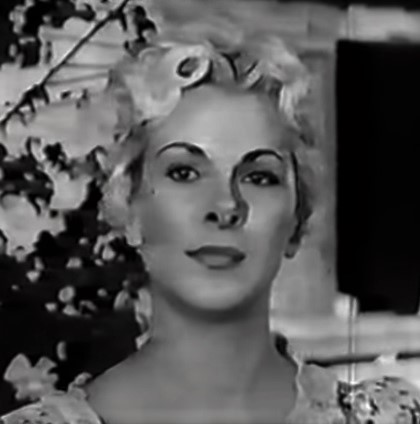

진 카슨(Jean Carson, 1923년 2월 28일 ~ 2005년 11월 2일)은 미국의 배우, 연극 배우, 텔레비전 배우, 영화배우이다.
찰스턴에서 태어났으며 팜스프링스에서 사망하였다. 사인은 뇌졸중이다.

## 영화
- 폭소 대소동 (1977년)
- 파티 (1968년)
- 건 (1967년)
- 생츄어리 (1961년) - 노마 역
- 에이리언 몬스터 (1958년) - 헬렌 알렉산더 벤슨 역
- 피닉스 시티 스토리 (1955년) - 캐시 역
- 스튜디오 원 (1948년)